# Вандополь
Вандополь (пол. Wandopol) — село в Польщі, у гміні Константинів Більського повіту Люблінського воєводства. Населення — 125 осіб (2011).

## Історія
За даними етнографічної експедиції 1869—1870 років під керівництвом Павла Чубинського, у селі переважно проживали римо-католики, меншою мірою — греко-католики, які здебільшого розмовляли українською мовою.
У 1975—1998 роках село належало до Білопідляського воєводства.

## Демографія
Демографічна структура станом на 31 березня 2011 року:
|          | Загалом | Допрацездатний вік | Працездатний вік | Постпрацездатний вік |
| -------- | ------- | ------------------ | ---------------- | -------------------- |
| Чоловіки | 57      | 12                 | 30               | 15                   |
| Жінки    | 68      | 19                 | 36               | 13                   |
| Разом    | 125     | 31                 | 66               | 28                   |